# Pamela Weisshaupt
Pamela Weisshaupt (Zúrich, 2 de marzo de 1979) es una deportista suiza que compitió en remo. Ganó tres medallas en el Campeonato Mundial de Remo entre los años 2008 y 2011.

## Palmarés internacional
| Campeonato Mundial | Campeonato Mundial   | Campeonato Mundial | Campeonato Mundial      |
| Año                | Lugar                | Medalla            | Prueba                  |
| ------------------ | -------------------- | ------------------ | ----------------------- |
| 2008               | Ottensheim (Austria) | Medalla de oro     | Scull individual ligero |
| 2009               | Poznań (Polonia)     | Medalla de oro     | Scull individual ligero |
| 2011               | Bled (Eslovenia)     | Medalla de plata   | Scull individual ligero |